# Verso

Im aufgeschlagenen Buch ist verso die linke Seite.

Verso (Ablativ von lateinisch versus „gewendet, gedreht“) bezeichnet die Rückseite eines Blattes Papier, Papyrus, Pergament oder auch einer Banknote (bei Münzen: Revers). Das Gegenteil, die Vorderseite eines Blattes, wird als recto bezeichnet. Ursprünglich bezeichnete man damit in der Papyrologie die meist unbeschriebene Außenseite der Papyrusrolle, auf der die einzelnen Papyrusstreifen senkrecht zu den Schriftzeilen und der Rollenlänge stehen.
In Archivwesen und Handschriftenkunde werden bei unpaginierten Dokumenten nicht die Seiten, sondern die Blätter durchgezählt und die Vorder- bzw. Rückseiten als „recto“ und „verso“ bezeichnet (Foliierung). Die Abkürzung geschieht durch ein ohne Leerschlag anschließendes, manchmal hochgestelltes „v“. Seite 6 eines paginierten Buches würde also bei einem unpaginierten (oder blattweise durchnummerierten) Buch mit folio (fol.) 3v bzw. 3v bezeichnet werden.